# Пенометалл

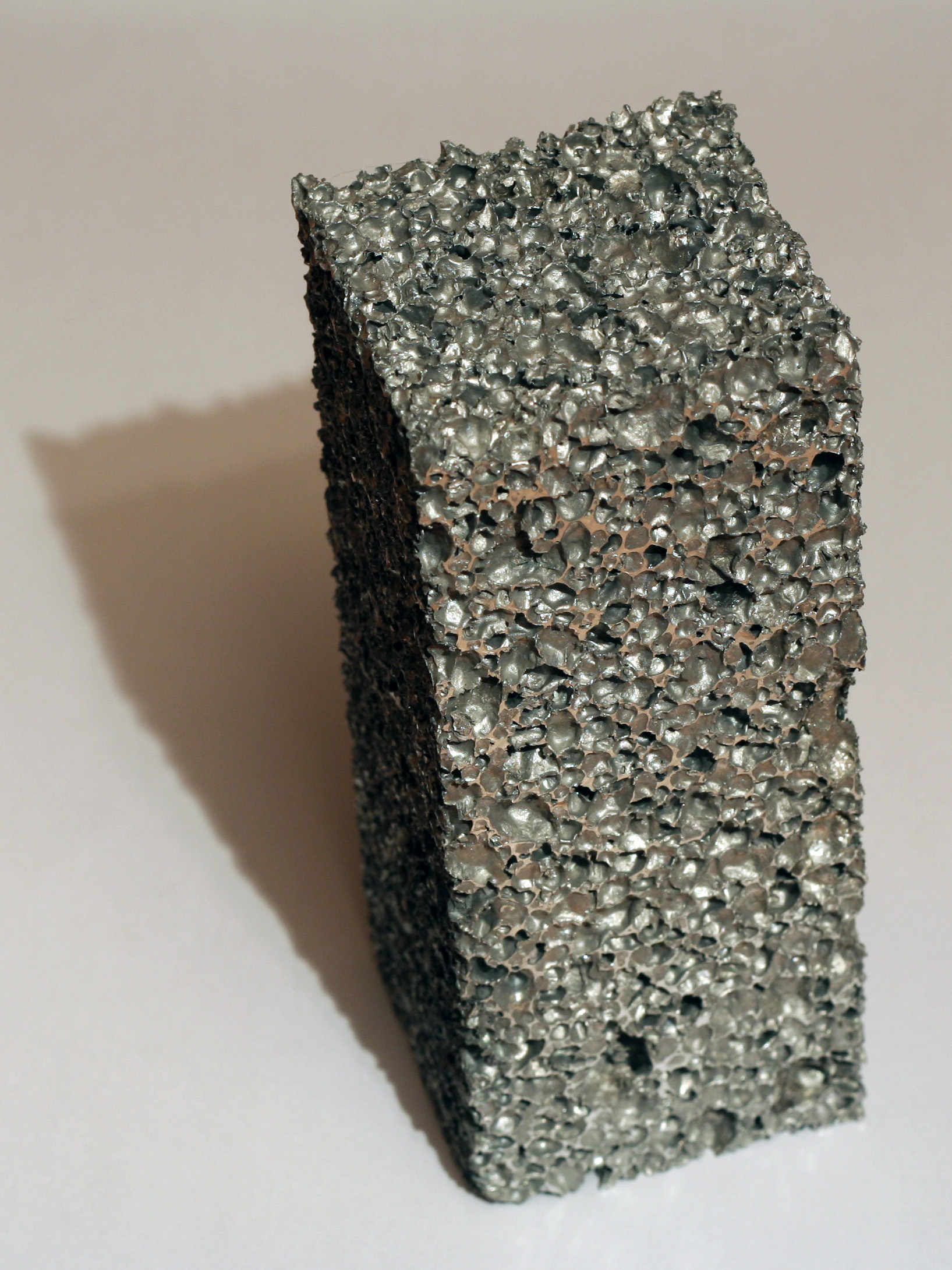
Пенометалл на основе алюминиевого сплава

Пенометалл — металл (сплав) ячеистой структуры, состоящий из твёрдого металла (часто алюминия) с заполненными газом порами, составляющими значительную часть объёма. Поры могут быть изолированными (пенометалл с закрытыми порами) или взаимосвязанными (пенометалл с открытыми порами).
Пенометаллы обычно сохраняют некоторые физические свойства металла, составляющего их основу. Пена из невоспламеняемого металла остается невоспламеняемой и может быть переработана, как её материал основы. По сравнению с металлом основы коэффициент теплового расширения пенометалла одинаков, но теплопроводность обычно снижена.
Пенометаллы это новый класс материалов, имеющих крайне низкую плотность (до 50 кг/м³ для сплава AZ91) в сочетании с высокой удельной жёсткостью и шумопоглощением, низкой теплопроводностью. Определяющая характеристика пенометаллов это их высокая пористость: обычно только 5–25% объёма составляет металлическая основа. Прочность материала основана на законе квадрата — куба.

Наиболее распространены пенометаллы на основе сплавов алюминия и магния — Фомалюм.

## Пенометалл с открытыми порами
Пенометалл с открытыми порами, также называемый металлической губкой, может быть использован в теплообменниках (охлаждение в компактных электронных устройствах, криогенные резервуары, теплообменники из материалов с фазовым переходом), для поглощения энергии, диффузии потока и в лёгкой оптике. Высокая стоимость материала существенно ограничивает его применение для передовых технологий, аэрокосмической отрасли и производства.
Мелкомасштабные пенометаллы с открытыми порами, неразличимыми невооруженным глазом, используются в химической промышленности в качестве высокотемпературных фильтров. Использование пенометаллов в компактных теплообменниках позволяет существенно уменьшить их размер и затраты на изготовление. Большинство моделей этих материалов использует идеализированную периодическую структуру или усредненные макроскопические свойства.
Металлическая губка имеет очень большую площадь поверхности на единицу веса, поэтому катализаторы часто изготавливают в форме металлической губки — например, никель Ренея, платиновая чернь и палладиевая чернь. Такие металлы, как осмий и гидрид палладия, метафорически называют металлическими губками, но этот термин больше относится к их способности связываться с водородом, чем к физической структуре.

### Производство
Пенометаллы с открытыми порами производят в процессе литья или используя технологии порошковой металлургии. В порошковом методе используются заполнители для формирования пространства и каналов пор. В процессе отливки пенометалл отливают с каркасом из открытоячеистого пенополиуретана.

## Пенометалл с закрытыми порами
Пенометалл с закрытыми порами впервые был описан Меллером в 1926 году во французском патенте, предложившем вспенивание лёгких металлов путем впрыскивания инертного газа или с использованием газообразующего вещества. Бенджамин Сосник в 1948 и 1951 годах оформил два патента на губчатые металлы с применением паров ртути для вспенивания жидкого алюминия. Пенометаллы с закрытыми порами были разработаны Джоном С. Эллиоттом в Bjorksten Research Laboratories в 1956 году. Хотя первые прототипы были сделаны в 1950-е годы, промышленное производство было начато в 1990-е годы компанией Shinko Wire в Японии. Пенометаллы с закрытыми порами прежде всего используются как ударопоглощающий материал, сходно с пенополимерами в мотоциклетных шлемах, но для более высоких ударных нагрузок. В отличие от многих пенополимеров, пенометаллы остаются деформированными после удара, поэтому могут принять нагрузку только единожды. Они лёгкие (обычно 10–25% от плотности идентичного непористого сплава; часто применяются сплавы алюминия) и жёсткие и часто предлагаются в качестве лёгких конструктивных материалов, однако не получили широкого применения для этой цели.
Пенометаллы с закрытыми порами сохраняют огнестойкость других пенометаллов и их потенциал к переработке, но вдобавок имеют свойство плавучести в воде.

### Производство
Пенометаллы обычно производят путем впрыска газа или примешивания пенообразователя в расплавленный металл. Расплавы могут быть вспенены в результате образования в материале пузырьков газа. В обычных условиях пузырьки в расплавленном металле имеют высокую плавучесть в жидкости большой плотности и быстро поднимаются к поверхности. Подъем может быть замедлен при повышении вязкости расплавленного металла путем добавления керамических порошков или легирующих элементов для формирования стабилизирующих частиц в расплаве. Металлические расплавы можно вспенить тремя способами:
- путем впрыскивания в жидкий металл газа из внешнего источника;
- путем образования газа в жидкости, добавляя в расплавленный металл газообразующие вещества, которые выделяют газ;
- вызвав осаждение газа, предварительно растворенного в расплавленном металле.

Для стабилизации пузырьков необходимы высокотемпературные пенобразователи (нано- или микрометровые твёрдые частицы). Размер пор, или ячеек, обычно составляет от 1 до 8 мм. Когда используются пено- или газообразующие вещества, их смешивают с порошкообразным металлом перед его плавлением. Это так называемый «порошковый вариант» вспенивания, вероятно, наиболее распространенный (с промышленной точки зрения). После смешивания порошка металла (например, алюминия) и пенообразователя (например, гидрида титана TiH2), их спрессовывают в компактные твёрдые заготовки, например, в форме бруска, листа или проволоки. Для этого можно использовать комбинацию таких процессов формовки материалов, как полусухое прессование, экструзия (прямая или непрерывная) и прокатка в прямых калибрах.

## Композитные пенометаллы
Композитные пенометаллы (КПМ) формуют из полых шариков одного металла внутри твёрдой матрицы другого (например, стали внутри алюминия). Они имеют в 5–6 раз большую удельную прочность и более чем в 7 раз лучшие характеристики поглощения энергии, чем предшествующие пенометаллы.
Пластина толщиной менее одного дюйма обладает достаточной устойчивостью, чтобы полностью разрушить патрон 7,62 × 63 мм c бронебойной пулей M2 стандартного выпуска. Испытательная пластина продемонстрировала лучшие результаты, чем цельнометаллическая пластина такой же толщины, при этом имея гораздо меньший вес. Другие возможные применения включают транспортировку ядерных отходов (экранирование рентгеновского, гамма- и нейтронного излучения) и теплоизоляцию при возврате космического аппарата в атмосферу, благодаря в два раза лучшей термо- и огнестойкости по сравнению с обычными металлами.
КПМ могут заменить прокатную стальную броню, обеспечивая такую же защиту при на 2/3 меньшем весе. Они могут блокировать осколки и ударные волны, вызывающие повреждения мозга. КПМ из нержавеющей стали могут блокировать давление взрывной волны и образование осколков со скоростью 5000 фут/с от выстрелов осколочно-фугасно-зажигательных снарядов, детонирующих в 18 дюймах от экрана. Пластины из стальных КПМ (толщиной 9,5 мм или 16,75 мм) были размещены в 18 дюймах от защитной пластины, выставленной против волны взрывного давления и медных и стальных осколков, образованных выстрелом фугасно-зажигательного снаряда 23×152 мм (как в орудиях противовоздушной обороны), а также от алюминиевой защитной пластины толщиной 2,3 мм.

## Стохастические и регулярные пенометаллы

### Стохастические
Пенометалл называется стохастическим, если имеет случайное распределение пор. Большинство пенометаллов имеют стохастическую структуру как следствие метода производства:
- Вспенивание жидкого или твёрдого (порошкового) металла
- Парофазное осаждение (ХОГФ на случайной матрице)
- Прямое или непрямое произвольное литье формы, содержащей шарики или матрицу.

### Регулярные
Пенометалл с заданной структурой называется регулярным. Метод формования позволяет производить регулярные пенометаллы с открытыми порами. Пенометаллы также могут быть изготовлены с использованием дополнительных процессов, таких как селективное лазерное плавление.
В качестве сердечников для отливных форм можно использовать пластины, изменяя форму индивидуально для каждого применения. Такой метод производства позволяет получить так называемый «идеальный» пенометалл, поскольку он удовлетворяет законам Плато и имеет проводящие поры в форме усечённых октаэдров, ячеек Кельвина (объёмно-центрированная кубическая структура).

## Применение
Пенометаллы применяют в различных отраслях машиностроения: в автомобильной промышленности в виде конструктивных элементов (бамперы и др.), аэрокосмической отрасли в виде титановых и алюминиевых «сэндвичей», а также некоторых деталей турбин, судостроении для изготовления корпусов пассажирских судов. 
Так, например, пеномедь нашла применение в таких аппаратах, как: теплообменные и теплоотводящие устройства, демпферы механических и акустических импульсов, смесители газов, уловители аэрозолей, биоцидные фильтры. А пеноалюминий используется в шумопоглотителях; теплообменных и теплоотводящих устройствах; в заполнителях полостей и емкостей;  демпферах механических, акустических и ЭМ импульсов;  выравнивателях газовых потоков;  несущих матрицы и регуляторы горения для твердых топлив;  сэндвич-панелях.

### Дизайн
Пенометаллы могут быть использованы в проектировании изделий или архитектурных композиций.

### Механика

#### Ортопедия
Пенометаллы применяли в экспериментальном протезировании у животных. Для этой цели в рассверленное отверстие в кости внедряли пенометалл, позволяя кости врасти в металл для образования постоянного соединения. В ортопедии наиболее распространено применение танталовых или титановых пенометаллов благодаря их прочности на растяжение, коррозионной устойчивости и биосовместимости. Исследования на млекопитающих показали, что пористые металлы, такие как тантал, могут обеспечить возможность васкуляризации (роста сосудов) внутри пористой области.
Производители ортопедических устройств используют пенометаллические структуры или покрытия для достижения необходимого уровня остеоинтеграции.

#### Автомобильная промышленность
Основные функции пенометаллов в автомобилях это улучшение шумоизоляции, уменьшение веса, повышение энергопоглощения в случае столкновения и (при применении в военной сфере) противодействие ударной силе самодельных взрывных устройств. Например, заполненные пенометаллом трубки могут применяться в качестве боковых противоударных перекладин. Благодаря низкой плотности (0,4–0,9 г/см3) пенометаллы на основе алюминия или его сплавов заслуживают особого внимания в этой области. Они жёсткие, огнестойкие, нетоксичные, энергопоглощающие, подлежат переработке, менее теплопроводны, менее магнитопроницаемы и более эффективны для шумоизоляции, особенно в сравнении с полыми частями. Пенометаллы в полых частях автомобиля сокращают точки снижения прочности, обычно связанные с автомобильными авариями и вибрацией. Отливка таких пенометаллов методами порошковой металлургии требует низких затрат по сравнению с отливкой других полых частей.
По сравнению с пенополимерами в автомобилях пенометаллы более жёсткие, прочные, лучше поглощают энергию, более устойчивы к возгоранию и неблагоприятным погодным условиям: ультрафиолетовому излучению, влажности и перепадам температур. Однако они тяжелее, дороже и обладают менее хорошими изоляционными характеристиками.
Технология пенометаллов применяется в автомобильной выхлопной системе. По сравнению с традиционными каталитическими конвертерами, использующими кордиеритовый керамический субстрат, пенометаллический субстрат обеспечивает улучшенную теплопередачу и отличные массообменные свойства (высокая турбулентность) и может сократить требуемое количество платинового катализатора.

#### Энергопоглощение
Пенометаллы используются для повышения жёсткости конструкции без увеличения её массы. В этих целях обычно применяют алюминиевые пенометаллы с закрытыми порами. Панель из пенистого материала приклеивают к алюминиевой пластине для получения прочного многослойного композита в нужном месте (в толщине листа), жёсткого по длине в зависимости от толщины пенистого слоя.
Преимущество пенометаллов в том, что их реакция неизменна вне зависимости от направления силы. Пенометаллы имеют плато нагрузки после деформации, постоянное для не менее 80% разрушения.

### Термическое
В публикации Tian и др. перечислено несколько критериев для получения пенометалла в теплообменнике. Сравнение пенометаллов с термическими характеристиками с материалами, обычно используемыми для ускорения обмена (рёбра, соединённые поверхности, слой шариков), прежде всего показывает, что потери давления, вызванные пенометаллами, намного значительнее, чем в случае с обычными рёбрами, однако гораздо ниже, чем с использованием шариков.
Пенометаллы имеют также следующие термофизические и механические свойства:
- Очень низкая масса (плотность 5–25% от плотности твёрдых макрочастиц, в зависимости от способа производства).
- Большая поверхность обмена (250–10000 м2/м3).
- Относительно высокая проницаемость.
- Относительно высокая эффективная теплопроводность (5–30 Вт/(м·K).
- Высокая устойчивость к резким перепадам температур, высоким давлениям, высоким температурам, влаге, износу и термоциклированию.
- Хорошая амортизация механических воздействий и шумопоглощающие свойства.
- Размер пор и пористость можно варьировать при производстве.

Коммерческая реализация компактных теплообменников на основе пенометаллов ограничена из-за высокой стоимости воспроизводства пенометаллов. Их долгосрочное сопротивление загрязнению, коррозии и эрозии недостаточно определено. С точки зрения производства, переход к технологиям пенометаллов требует новых методов изготовления и сборки и новой конструкции теплообменников.

## Пенометаллы на основе алюминиевых сплавов
- Alporas® (Shinko Wire. Co., Ltd., Japan) плотность 240 кг/м³

## Галерея

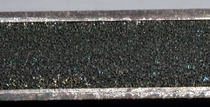
Мелкоячеистый стальной пенометалл
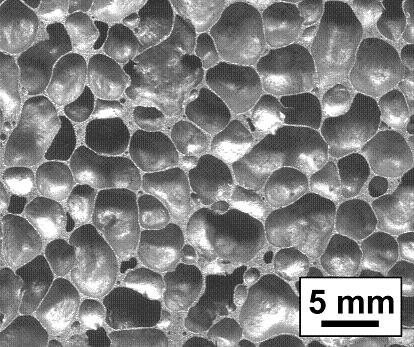
Алюминиевый пенометалл с крупными ячейками
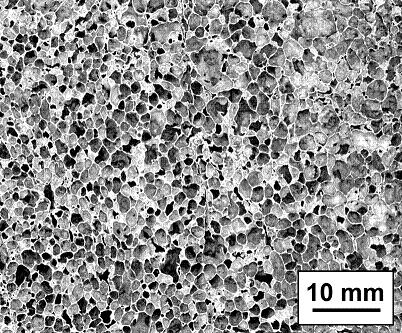
Мелкоячеистый алюминиевый пенометалл
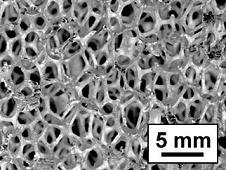
Алюминиевый пенометалл со связанными (не герметичными) ячейками
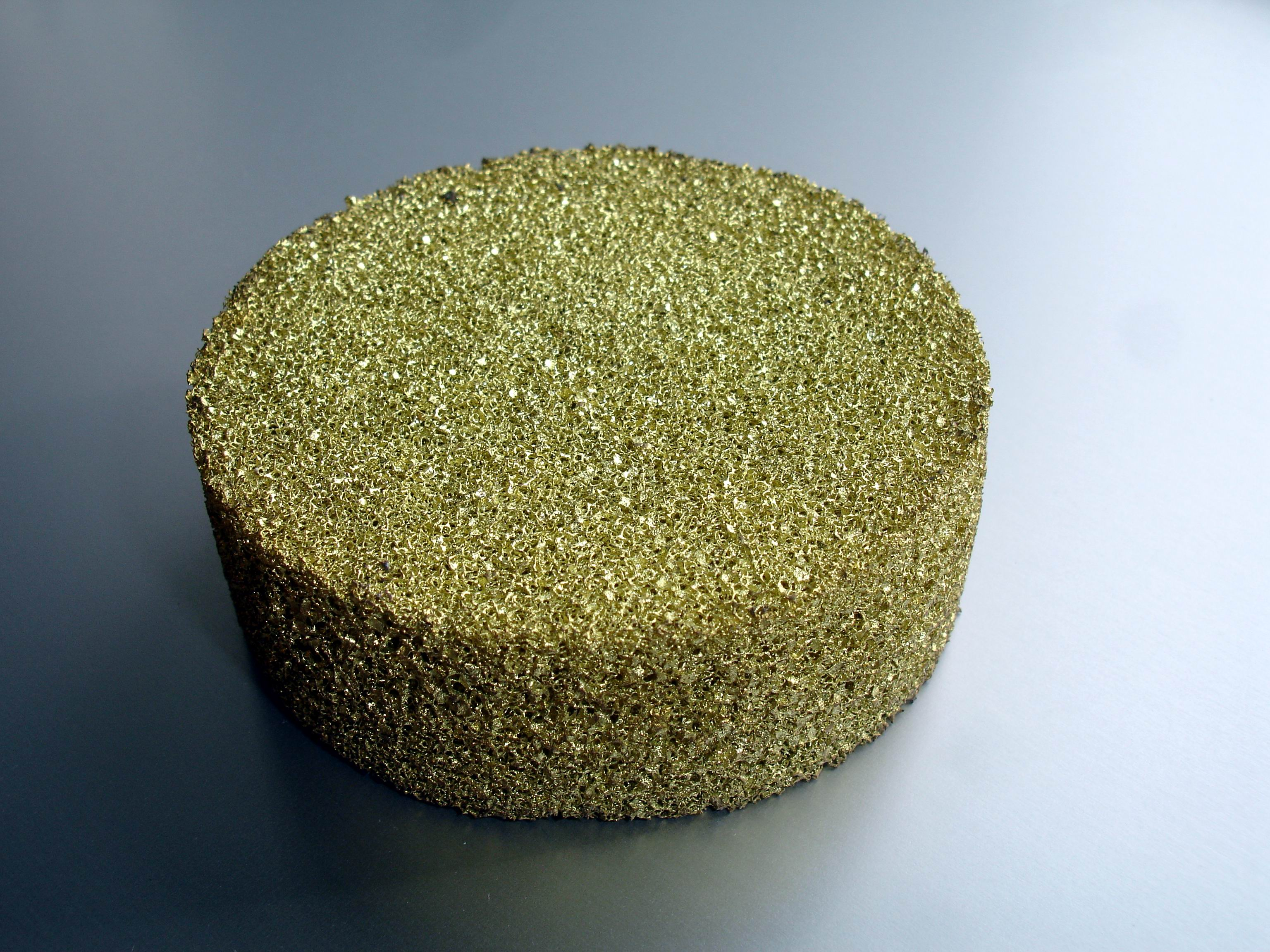
Латунный пенометалл со связанными (не герметичными) ячейками